# Bill Peach
William Norman Peach (Lockhart, Australia, 15 de mayo de 1935-Sídney, 27 de agosto de 2013) fue un periodista de la televisión australiana que fue presentador del programa de actualidad ABC This Day Tonight 1967-1975.

## Primeros años y estudios
Peach nació en 1935 en la ciudad de Riverina Lockhart, Nueva Gales del Sur. Fue educado en un internado, St Stanislaus College en Bathurst, y luego estudió una maestría en artes en la universidad de San Juan, Universidad de Sídney, donde conoció a su futura esposa, Shirley.

## Carrera en los medios
Peach se unió a la Comisión de Radiodifusión Australiana (ABC) en 1958, como aprendiz especialista en el departamento de conversaciones. En 1960, se unió a la oficina de Sídney de la British Broadcasting Corporation (BBC), donde trabajó en la venta de programas. En 1962, él y su esposa se trasladaron al Reino Unido, donde trabajó durante tres años para el servicio extranjero de la BBC, con sede en Londres y más tarde la ciudad de Nueva York.
Volviendo a Australia en 1965, se unió a Peach Network Ten, donde él coprodujo y presentó el primer programa de actualidad de Australia, Telescope, con Tanya Halesworth. En 1966, regresó a la ABC como reportero de Four Corners. En 1967, fue nombrado como el presentador de la nueva serie nocturna de actualidad de la cadena ABC, This Day Tonight, donde permaneció durante ocho años.
En 1975 dejó hoy This Day Tonight y fue galardonado con un Logie en ese año por su destacada contribución a la Televisión en reconocimiento a sus ocho años de servicio en el programa. Luego recibió una serie de viajes llamada Peach Australia y escribió dos libros en la serie Ginger Meggs. También escribió The Explorers, publicada en 1984, que trata de los primeros exploradores europeos de Australia durante la época colonial y presentó el programa de televisión del mismo nombre.

## Muerte
Peach murió de cáncer en el Hospital Royal North Shore de Sídney en la madrugada del 27 de agosto de 2013.